# Farīdpur (ort i Indien)
Farīdpur är en ort i Indien.   Den ligger i distriktet Bareilly och delstaten Uttar Pradesh, i den norra delen av landet, 230 km öster om huvudstaden New Delhi. Farīdpur ligger 170 meter över havet och antalet invånare är 71 783.
Terrängen runt Farīdpur är mycket platt. Runt Farīdpur är det tätbefolkat, med 636 invånare per kvadratkilometer. Närmaste större samhälle är Bareilly, 19,2 km nordväst om Farīdpur. Trakten runt Farīdpur består till största delen av jordbruksmark.